# Олімпійський парк Каннин
Олімпійський парк Каннин — спортивний комплекс у корейському місті Каннин, одне з місць проведення Олімпіади 2018.
У Каннині розташовано декілька олімпійських стадіонів:
- Центр керлінгу Каннин
- Хокейний центр Каннин
- Овал Каннин (Gangneung Oval)
- Льодовий зал Каннин (Gangneung Ice Arena)